# Eduardo Matos Moctezuma
Pour les articles homonymes, voir Matos et Moctezuma.
Eduardo Matos Moctezuma, né le 11 décembre 1940 à Mexico, est un des plus éminents archéologues mexicains,.

## Carrière

### Fonctions
Il a été sous-chef du département monuments préhispaniques  de l'Institut national d'anthropologie et d'histoire (INAH), de 1967 à 1974. Dans la même période, il a également été directeur de l'École nationale d'anthropologie et d'histoire (ENAH) de 1971 à 1973 ainsi qu'assesseur de l'Institut national indigéniste et secrétaire de la Société mexicaine d'anthropologie de 1971 à 1976.
Il a ensuite été président du conseil mexicain d'archéologie en 1977, puis, successivement, directeur du centre de recherches et d'études supérieures en anthropologie sociale de 1982 à 1986 et directeur du Musée national d'anthropologie, à Mexico, de 1986 à 1987.
Pendant la période, de 1987 à 2000, où il a fondé puis dirigé le musée du Templo Mayor, il a également participé à la « Comisión Dictaminadora » de l'institut de recherches anthropologiques de l'UNAM, de 1990 à 1993.

### Coordination
Il a coordonné de 1978 à 1982 un des projets archéologiques les plus  importants  du XXe siècle : les fouilles du Templo Mayor de Mexico-Tenochtitlan (Projet Templo Mayor).
Il a initié en 1991 le Projet d'archéologie urbaine de la ville de Mexico qu'il dirige depuis.
Entre 1993 et 1994, il a coordonné le « projet spécial » Teotihuacan, qui a permis de fouiller la Pyramide du Soleil et de fonder le musée de la culture de Teotihuacan et le centre d'études de Teotihuacan, ainsi que son programme de bourses.

### Publications
Il est l'auteur de 37 monographies et de 350 articles. Il a également coordonné 21 ouvrages et réalisé plus de 600 conférences.
Selon le Collège National du Mexique, ses publications les plus remarquables sont :
- Muerte a filo de obsidiana : Los Nahuas frente a la muerte, Secretaría de Educación Pública, 1975 (OCLC 1694943).
- Vida y Muerte en el Templo Mayor, Océano, 1986.
- Teotihuacan, la metrópoli de los Dioses, Lunwerg, 1990  (ISBN 8477820872).
- Los Aztecas, Lunwerg, 1989.
- La Casa prehispánica, Infonavit, 1999,  (ISBN 970900400X).
- Las piedras negadas : de la Coatlicue al Templo Mayor, Secretaria de Educacion Publica, 1998,  (ISBN 9701804333).
- Estudios Mexicas, Colegio Nacional, 1999,  (ISBN 9706402012).

### Télévision
Il a été choisi pour mener les débats concernant la  Mésoamérique entre quelques-uns des spécialistes mexicains les plus reconnus, tels que Miguel   León-Portilla, Mercedes de la Garza, Yolotl González Torres ou María Teresa Uriarte, qui ont été  conviés à présenter l'histoire de leur pays lors de la série d'émissions Discutamos México qui a été diffusée en 2010 sur la télévision mexicaine en honneur du centenaire de la révolution mexicaine et du bicentenaire de l'indépendance du Mexique.

### Distinctions et hommages
Il a obtenu de nombreuses distinctions prestigieuses pour ses travaux. Il est, en particulier, le quatrième et dernier archéologue à avoir obtenu, en 2007, le prix national des sciences et des arts, qui est la plus haute distinction mexicaine. Il a également obtenu en 2000 la plus haute distinction décernée par l'INAH, le titre de « Profesor de Investigación Científica » emeritus.
Il a également reçu un hommage solennel sous la forme d'un cycle de conférences sur sa vie et sur le centre du Mexique par notamment quelques-uns des plus importants de ses pairs. Ces conférences ont été publiées dans l'ouvrage intitulé Arqueología e  historia del Centro de México. Homenaje a Eduardo Matos Moctezuma.